# Noch einmal mit Gefühl (1997)
Noch einmal mit Gefühl (That Old Feeling) ist eine US-amerikanische Filmkomödie von Carl Reiner aus dem Jahr 1997.

## Handlung
Lilly Leonard und Dan De Mora sind seit 14 Jahren geschieden, beide heirateten später erneut. Sie treffen sich auf der Hochzeit der gemeinsamen Tochter Molly, die den Politiker Keith Marks heiratet. Dort entdecken sie, dass sie sich immer noch lieben. Sie fahren gemeinsam in den Urlaub nach New York City.
Keith fürchtet, dass die Ereignisse sein Image beschädigen könnten. Er und Molly reisen dem Paar hinterher. Da Lilly und Dan untergetaucht sind, beauftragt Molly den Fotografen Joey Donna mit der Suche nach ihren Eltern. Donna findet sie in einem Hotel. Molly stellt dort ihre Eltern zu Rede; sie und Donna werden im Hotelzimmer ihrer Eltern für mehrere Stunden eingeschlossen.
Währenddessen betrügt Marks seine Frau mit Rowena, der zweiten Ehefrau von Dan. Lillys zweiter Ehemann Alan, ein Psychoanalytiker, befindet sich in einer tiefen Krise.
Am Ende sind Lilly und Dan wieder zusammen. Molly bricht mit Keith, sie entscheidet sich stattdessen für Joey.

## Kritiken
James Berardinelli schrieb auf ReelViews, der Film sei eine „formelhafte romantische Komödie“, die nicht den „Anstand“ aufbringe, jegliche Chemie zwischen den Beteiligten zu bieten. Die Geschichte der Versöhnung von Lilly Leonard und Dan De Mora reiche nicht aus, um den Film zu tragen. Die Auseinandersetzungen zwischen den beiden würden „erzwungen“ und „mechanisch“ wirken; die Sexszenen – „peinlich“ („awkward“). Dennis Farina und Bette Midler hätten in ihren Rollen trotzdem „sehr gut“ sein können, wenn das Drehbuch sie nicht einschränken würde.
Ruthe Stein schrieb in der San Francisco Chronicle vom 4. April 1997, die übertriebene Darstellung von Bette Midler mache aus dem Film eine „fieberhafte“ Komödie; manchmal zu fieberhaft, um witzig zu sein. Dem Drehbuch fehle der Charme, der das kompensieren könnte.
Das Lexikon des internationalen Films meinte: „Eine biedere, weitgehend witzlose Komödie. Daß der Liebe der Vorzug vor der bürgerlichen Vernunft eingeräumt wird, wird ohne Treffsicherheit dargestellt.“

## Hintergrund
Der Film wurde in New York City, in Niagara-on-the-Lake (Ontario) und in Toronto gedreht. Er spielte in den Kinos der USA ca. 16,3 Millionen US-Dollar ein.